# 遠鉄トラベル
遠鉄トラベル（えんてつトラベル）は、遠州鉄道の旅行部門。2020年8月31日までは、100％子会社の株式会社遠鉄トラベルであったが、2020年9月1日に遠州鉄道に吸収合併されその旅行部門となった。静岡県浜松市を中心に、磐田市、袋井市、湖西市、掛川市で旅行業務を展開していたが、2020年5月20日に天王店、5月21日に泉店、5月22日に磐田駅前店・天竜店、7月26日にイオン浜松西店・湖西店・きらりタウン店（浜松市浜北区）・袋井店・掛川中央店が閉店、2021年2月28日に観光プラザ・リブロス笠井店・磐田店が閉店し店舗窓口は全て閉店した。現在では浜松市に旅行営業部（団体旅行）、磐田市の中遠旅行営業所（団体旅行）の2拠点のみとなった。

## 沿革
- 1951年 遠鉄商事株式会社として会社設立
- 1974年 株式会社遠鉄トラベルに社名変更
- 2020年 遠州鉄道株式会社が株式会社遠鉄トラベルを吸収合併